# Limnonectes khammonensis
Espèce
Synonymes
- Rana khammonensis Smith, 1929

Statut de conservation UICN

 DD  : Données insuffisantes
Limnonectes khammonensis est une espèce d'amphibiens de la famille des Dicroglossidae.

## Répartition
Cette espèce se rencontre jusqu'à au moins 1 200 m d'altitude :
- au Laos sur le plateau de Khammon ;
- au Viêt Nam en Annam.

## Étymologie
Son nom d'espèce, composé de khammon et du suffixe latin -ensis, « qui vit dans, qui habite », lui a été donné en référence au lieu de sa découverte.

## Publication originale
- Smith, 1929 : Descriptions of a new skink from Christmas Island and a new frog from Annam. Annals and Magazine of Natural History, sér. 10, vol. 3, p. 294-297.